# João Paulo Rodrigues
João Paulo Rei Rodrigues (Lisboa, 26 de Julho de 1978), também conhecido como Quim Roscas, é um músico, cantor, compositor, apresentador de televisão, ator e humorista português.

## Biografia e carreira
Apesar de ter nascido em Lisboa, na Maternidade Alfredo da Costa, mudou-se em criança para Braga, onde passou os seus primeiros anos de vida. Viveu depois em Moçambique com o pai. Durante a adolescência fez rádio e tocou em várias bandas de garagem.
Ingressou no curso de Direito na Universidade Católica Portuguesa, no Porto, que não terminou. Aos 20 anos de idade estreou-se no teatro cómico, no Porto. Foi por essa altura que conheceu Pedro Alves, num bar de anedotas do Porto onde atuava, com quem viria a formar a dupla Quim Roscas e Zeca Estacionâncio nas manhãs na Nova Era.
A primeira participação na televisão aconteceu no programa Um, dois, três, a convite de Teresa Guilherme. Participaram depois nos programas Praça da Alegria e Portugal no Coração. Depois lançam o seu primeiro DVD ao vivo e são convidados para terem o seu próprio programa, o Tele Rural, com as notícias de Curral de Moinas. "FM HISTÉRICO" é apresentado na Rádio Best Rock. Regressam à RTP para apresentar Portugal Tal & Qual.
Em 2012, participou na primeira edição do programa A Tua Cara não Me É Estranha, da TVI, o qual acabou por vencer e onde demonstrou as suas qualidades para a música. Além de cantar, representar, apresentar e fazer humor faz também corridas com clássicos e pratica artes marciais, além de pilotar aviões.
Ainda no decorrer de 2012, exatamente dia 30 de Junho, iniciou na TVI, ao lado de Marisa Cruz, a apresentação do programa Não há Bela sem João. 
A 22 de Dezembro de 2013 surpreendeu o mercado televisivo ao transferir-se para a SIC. O novo apresentador da SIC apresentou ao lado de Júlia Pinheiro, o programa que veio substituir o Querida Júlia, o Queridas Manhãs de Fevereiro de 2014 a Dezembro de 2018. Em 16 de Fevereiro de 2014, integrou o elenco fixo do programa Vale Tudo, com a apresentação de João Manzarra. Em 2017, apresentou o programa "Agarra a Música", juntamente com Cláudia Vieira.
A partir de 2020, torna-se apresentador da RTP1, onde apresenta atualmente o programa "Missão: 100% Português" com Vera Kolodzig.
A partir de novembro de 2024, apresenta na RTP1 o novo programa de domingo à tarde "Rir para Ganhar" com Pedro Alves.

## Vida pessoal
Em junho de 2016, com 37 anos, foi capa da Men's Health, numa transformação corporal que surpreendeu toda a gente — foi considerada capa do ano, após votação dos leitores. Em 2020, no 19.º aniversário da edição portuguesa, voltou a ser capa da Men's Health, com um físico ainda mais desenvolvido.

## Prémios
- Em abril de 2012, venceu a primeira edição do programa A Tua Cara Não Me é Estranha, onde revelou os seus dotes de cantor.[13]
- Em abril de 2014, venceu o Troféu Revelação, entregue pela revista TV 7 Dias, devido à sua estreia como apresentador em 2013.[14]
- Em dezembro de 2014, venceu o prémio de melhor ator principal, atribuído pelos Prémios Áquila, pela sua atuação no filme 7 Pecados Rurais (2013), que também venceu as categorias de melhor atriz principal (Melânia Gomes), melhor filme (Cinemate/Cinecool) e melhor realizador (Nicolau Breyner).[15]
- Em junho de 2023, venceu o Prémio Outstanding Achievement Award, na categoria de melhor ator, no festival norte-americano Roosevelt Island Film Festival, pela sua atuação em Curral de Moinas – Os Banqueiros do Povo (2022).[16] O filme também venceu a categoria de melhor atriz (Sofia Ribeiro), melhor realizador (Miguel Cadilhe) e melhor design de Som (Hugo Sousa).[17]

## Televisão
| Ano       | Projeto                           | Papel / Notas                                                         | Canal |
| --------- | --------------------------------- | --------------------------------------------------------------------- | ----- |
| 2004      | 1,2,3                             | Ator, em rábulas humorísticas                                         | RTP1  |
| 2007–2008 | Praça da Alegria                  | Ator, em rábulas humorísticas                                         | RTP1  |
| 2008–2009 | Tele Rural                        | Ator                                                                  | RTP1  |
| 2011      | Portugal Tal & Qual               | Ator                                                                  | RTP1  |
| 2012      | A Tua Cara Não Me É Estranha 1    | Concorrente (Vencedor)                                                | TVI   |
| 2012–2013 | Não Há Bela Sem João              | Apresentador, ao lado de Marisa Cruz                                  | TVI   |
| 2013      | Somos Portugal                    | Apresentador                                                          | TVI   |
| 2013      | OK KO                             | Apresentador, ao lado de Vera Fernandes                               | TVI   |
| 2014–2018 | Queridas Manhãs                   | Apresentador, ao lado de Júlia Pinheiro / Ana Marques e Cláudio Ramos | SIC   |
| 2014      | Sextas Mágicas                    | Apresentador, ao lado de Rita Ferro Rodrigues                         | SIC   |
| 2014      | Vale Tudo 1                       | Concorrente fixo                                                      | SIC   |
| 2017      | Agarra a Música                   | Apresentador, ao lado de Cláudia Vieira                               | SIC   |
| 2019–2020 | Golpe de Sorte                    | Ator, no papel de Justino «Tino» Sanganha (Elenco Principal)          | SIC   |
| 2019      | Golpe de Sorte: Um Conto de Natal | Ator, no papel de Justino «Tino» Sanganha (Elenco Principal)          | SIC   |
| 2020      | A Máscara 1                       | Concorrente, como Leão                                                | SIC   |
| 2020–2021 | Hoje é Domingo!                   | Apresentador, ao lado de Vera Fernandes                               | RTP1  |
| 2020–2021 | Missão: 100% Português 2          | Apresentador, ao lado de Vera Kolodzig                                | RTP1  |
| 2021      | Hoje há Festival                  | Apresentador, ao lado de Vera Fernandes                               | RTP1  |
| 2021      | Não te Esqueças da Letra!         | Apresentador                                                          | RTP1  |
| 2022      | Chefs da Nossa Terra 1            | Apresentador, ao lado de Isabel Silva                                 | RTP1  |
| 2022      | Missão: 100% Português 3          | Apresentador, ao lado de Vera Kolodzig                                | RTP1  |
| 2023      | Missão: 100% Português 4          | Apresentador, ao lado de Vera Kolodzig                                | RTP1  |
| 2023      | I Love Portugal 4                 | Apresentador, ao lado de Filomena Cautela                             | RTP1  |
| 2024      | Missão: 100% Português 5          | Apresentador, ao lado de Vera Kolodzig                                | RTP1  |
| 2024-2025 | Rir para Ganhar                   | Apresentador, ao lado de Pedro Alves                                  | RTP1  |
| 2025      | Missão: 100% Português 6          | Apresentador, ao lado de Vera Kolodzig                                | RTP1  |

## Cinema
- 2013: 7 Pecados Rurais (segundo filme português mais visto de sempre nas salas de cinema nacionais — realizado por Nicolau Breyner)
- 2022: Curral de Moinas – Os Banqueiros do Povo, realizado por Miguel Cadilhe[18] (esteve meses a fio nas salas de cinema, sendo sempre o TOP 1 dos mais vistos, e tendo mais de 500 mil espetadores[19])
- 2024: Vive e Deixa Andar, Chico (Filme de Miguel Cadilhe)

## DVDs
- 2006: Quim Roscas & Zeca Estacionâncio, ao vivo na Discoteca Lagar's, Ferreiros, Braga
- 2010: Quim Roscas & Zeca Estacionâncio ao Vivo 2010, no Teatro Helena Sá e Costa, Porto

## Livros
- Quim (João Paulo Rodrigues) e Zé (Pedro Alves), Curral de Moinas em Busca da Cadela Perdida, Manuscrito, 2016 (escrito por Henrique Dias e Frederico Pombares, autores de 7 Pecados Rurais)[20]